# Alfons V. (Portugal)

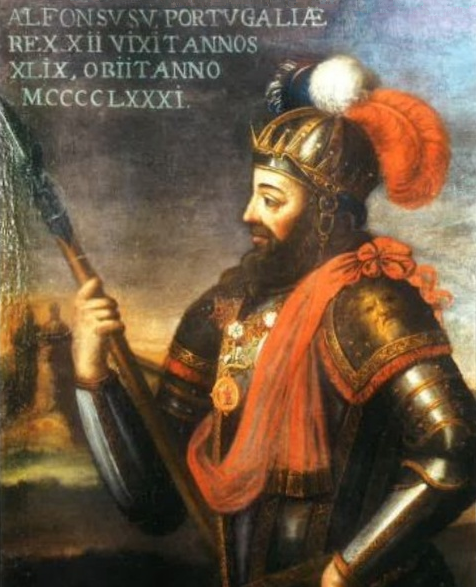
König Alfons V. von Portugal, der Afrikaner

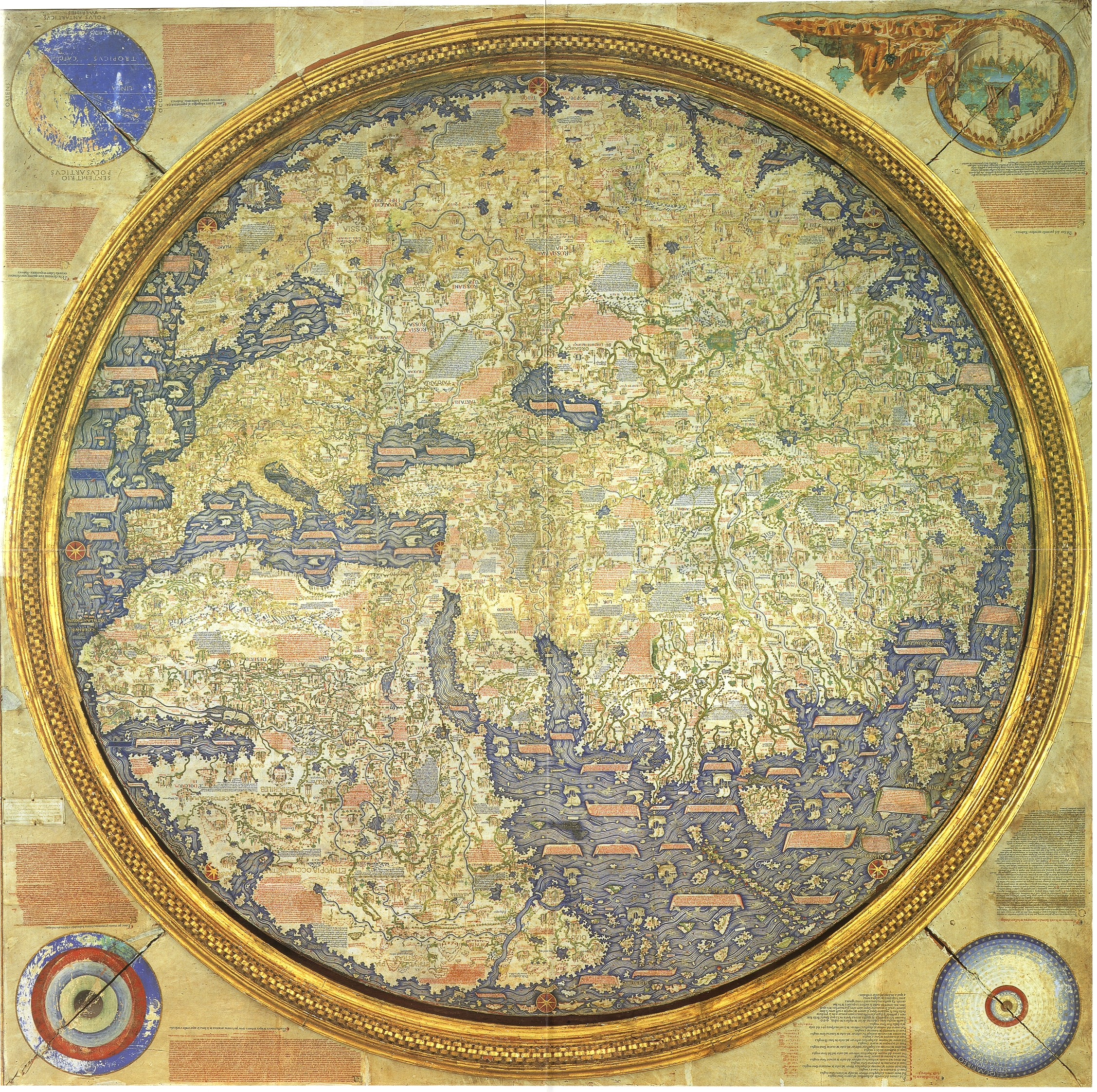
Fra Mauros mapa mundi, von Dom Afonso V. 1457 in Auftrag gegeben, sollte das topografische Wissen der Europäer jener Zeit bündeln. Es wurde am 24. April 1459 fertiggestellt und mit einem Brief an Heinrich dem Seefahrer, den Onkel von Dom Afonso V., nach Portugal geschickt. Abgebildet ist die Kopie von Andrea Bianco, heute in der Biblioteca Marciana.

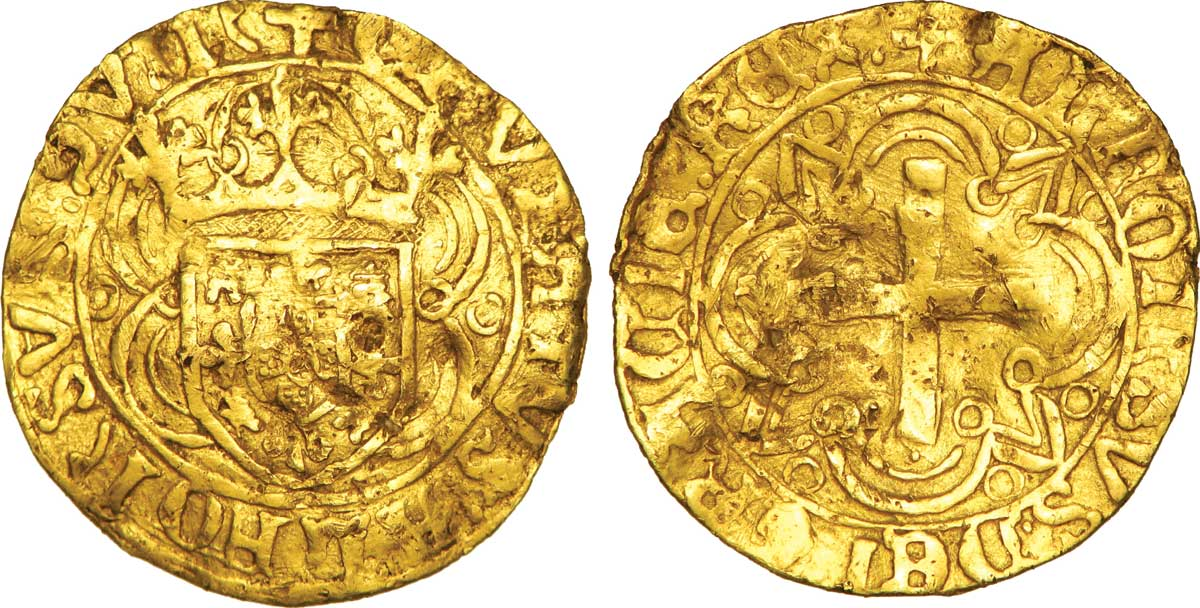
Cruzados

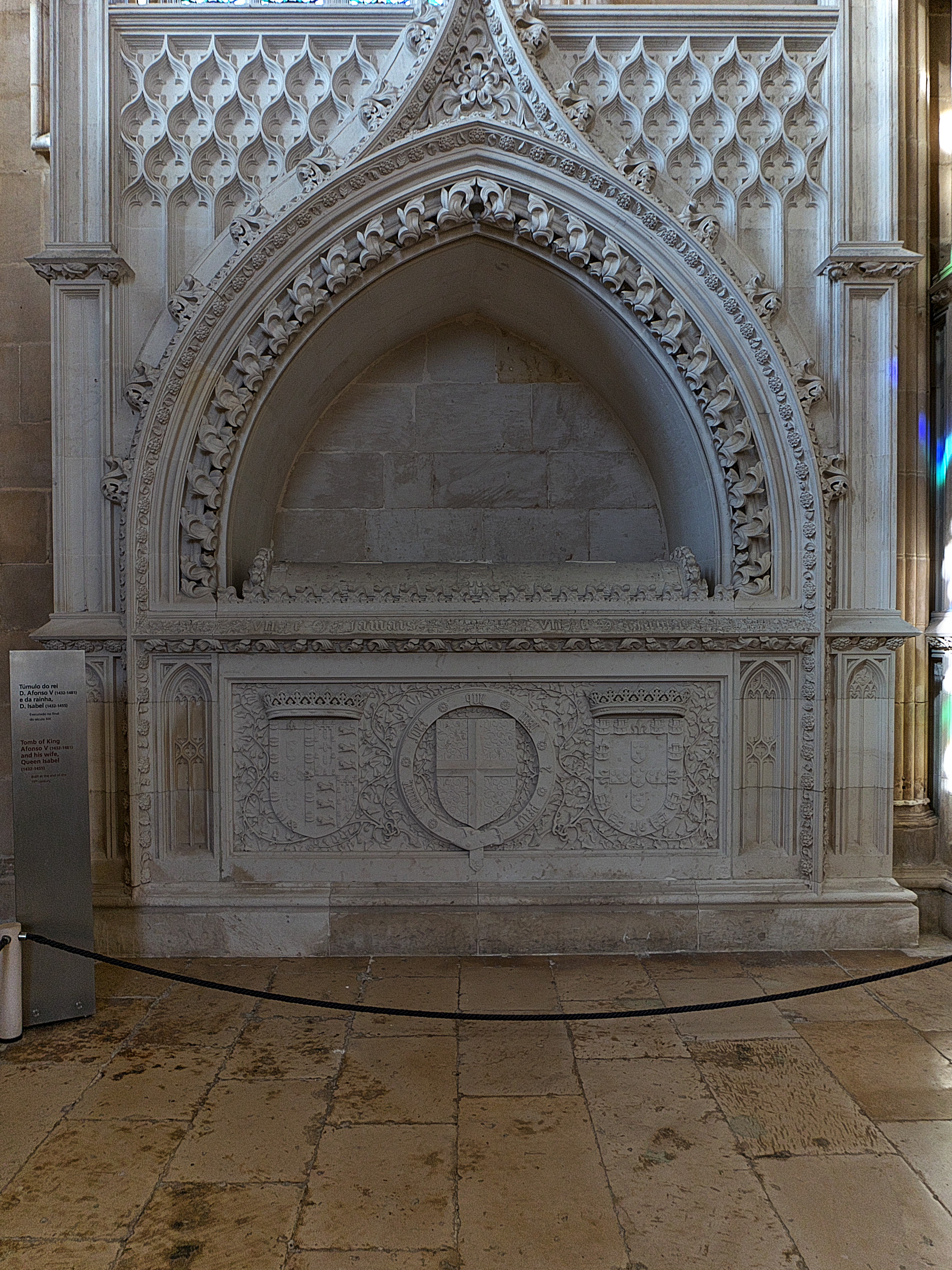
Ruhestätte von Alfonso V und seiner Gemahlin Isabel von Portugal im Mosteiro da Batalha.

Alfons V. (Dom Afonso V), genannt „der Afrikaner“ (O Africano), (* 15. Januar 1432 in Sintra; † 28. August 1481 ebenda) aus dem Hause Avis war von 1438 bis 1481 der zwölfte König von Portugal. Er regierte von 1449 bis zu seinem Tod.

## Biografie

### Frühes Leben
Alfons V. wurde als Sohn von Eduard I. von Portugal (1391–1438) und dessen Gemahlin Eleonore von Aragón (1402–1445) geboren. Nach dem Tod seines älteren Bruders Infante João (1429–1433) wurde Alfons Erbe der portugiesischen Krone. Von seinem Vater wurde er daraufhin zum ersten Prinzen von Portugal ernannt. Dieser versuchte damit dem Brauch des englischen Hofes nachzueifern, dass der Erbe einen dynastischen Titel erhält, um sich von den anderen Kindern des Monarchen zu unterscheiden. Da sein Vater früh verstarb, bestieg Alfons bereits als Sechsjähriger 1438 den portugiesischen Thron.
Während seiner Minderjährigkeit führte nach dem Willen seines verstorbenen Vaters seine Mutter die Regentschaft. Aufgrund ihrer ausländischen Herkunft und dem Fakt, dass sie eine Frau war, war die Position der Königin als Regentin unhaltbar. 1439 beschlossen die Portugiesischen Cortes, die Königin durch Peter, Herzog von Coimbra (Dom Pedro), den ältesten Onkel des jungen Königs, zu ersetzen.
Peters Hauptanliegen war es, die politische Macht der großen Adelshäuser einzuschränken und die Macht der Krone zu erweitern. Das Land gedieh unter seiner Herrschaft, blieb aber nicht friedlich, da sich seine Gesetze in das Bestreben mächtiger Adliger einmischten. Der Graf von Barcelos, ein persönlicher Feind des Herzogs von Coimbra (obwohl er sein Halbbrüder war), wurde schließlich der Lieblingsonkel des späteren Königs und es begann ein ständiger Kampf um die Macht. 1442 machte der König Alfons zum ersten Herzog von Braganza. Mit diesem Titel und seinen Ländern wurde er der mächtigste Mann Portugals und einer der reichsten Männer Europas. Um seine Position als Regent zu sichern, ließ Peter Alfons 1445 seine Tochter Isabell von Coimbra heiraten.
Nachdem Alfons V. am 9. Juni 1448 die Volljährigkeit erreicht hatte, war Peter jedoch nicht bereit, die Herrschaft an Alfons zu übergeben. Alfons’ Mutter, eine aus Aragonien stammende Prinzessin, verschaffte Alfons schließlich die Unterstützung ihres Heimatlandes. Mit dieser Hilfe konnte Alfons seinen Onkel und Schwiegervater in der Schlacht von Alfarrobeira 1449 besiegen, Peter von Portugal fiel in der Schlacht, und Alfons V. konnte den portugiesischen Thron besteigen. Am 15. September desselben Jahres hob Alfons V. alle Gesetze und Erlasse auf, die unter dieser Regentschaft verabschiedet wurden.

### Erste Jahre als Herrscher
Alfons V. war nun unbestrittener Herrscher des Landes. Allerdings hatte er diesen Sieg durch eine Stärkung der Stellung des Adels, repräsentiert besonders durch den Herzog von Braganza, auf Kosten der zentralen Königsmacht bezahlt. Alfons’ weitere Regierung war vom Versuch geprägt, den verlorenen Einfluss wieder zurückzugewinnen.
1451 gelang es ihm, seine Schwester Leonore mit dem späteren römisch-deutschen Kaiser Friedrich III. aus dem Hause Habsburg zu verheiraten.

### Entdeckungen
Während dieser Zeit gingen die Entdeckungen Heinrich des Seefahrers weiter, die Alfons nachdrücklich förderte. 1440 wurde auf der Insel Arguin vor der Küste Westafrikas eine Faktorei eröffnet, und Portugal stieg in den Handel mit Sklaven und Gold ein. Letzteres ermöglichte der portugiesischen Krone ab 1457 die Ausprägung eigener Goldmünzen, der Cruzados. Mit der Bulle Dum diversas übertrug Papst Nikolaus V. am 18. Juni 1452 König Alfons V., Heinrich dem Seefahrer und ihren Nachkommen die Souveränität über ganz Afrika, das alleinige Schifffahrtsrecht dort, das Handelsmonopol und das Recht, Ungläubige in die Sklaverei zu führen. 1456 wurden die Kapverdischen Inseln entdeckt und dem Christusorden im Namen Portugals zur Besiedlung übergeben. 1460 wurde Guinea erreicht.

### Krieg in Afrika
In der Außenpolitik engagierte sich Alfons V. vor allem im Norden Afrikas. Ursprünglich hatte er aber ganz andere Pläne. Nachdem Konstantinopel gefallen war und die Osmanen 1456 vor Belgrad standen, hatte Papst Calixtus III. zu einem neuen Kreuzzug gegen die Muslime aufgerufen. Alfons V. versprach dem Papst, mit einer Truppe von 12.000 Mann an dem Kreuzzug teilzunehmen. Wegen des Todes von Papst Calixtus im Jahre 1458 fand der Kreuzzug jedoch nie statt. Da aber die versprochene Armee in Portugal bereits unter großen finanziellen Anstrengungen ausgehoben worden war, lenkte Alfons V. dieses Heer nun auf den afrikanischen Kontinent. 1471 fiel Tanger. Alfons V. erweiterte daraufhin seinen Königstitel, um seinen Anspruch auch auf die nordafrikanischen Territorien zu bekräftigen (Rei de Portugal e do Algarve, Senhor de Septa, Senhor d’Alcacere em África), was ihm seinen Beinamen „der Afrikaner“ einbrachte.

### Krieg um die Krone Kastiliens
Als die Feldzüge in Afrika vorbei waren, fand Alfons V. im benachbarten Kastilien neue Gründe für eine Schlacht. Am 11. Dezember 1474 starb König Heinrich IV. von Kastilien ohne männlichen Erben, so dass nur seine Tochter, Johanna la Beltraneja, die Nachfolge antreten konnte. Ihre Verwandtschaft mit dem verstorbenen König wurde jedoch in Frage gestellt. Es wurde gemunkelt, dass Königin Johanna von Portugal eine Affäre mit einem Adligen namens Beltrán de La Cueva hatte. Der Tod Heinrichs entfachte einen Erbfolgekrieg, in dem eine Fraktion Johanna und die andere Isabella, Heinrichs Halbschwester, unterstützte. 1464 hatte Alfons um die Hand der Prinzessin Isabella geworben. Nachdem sich diese Pläne jedoch zerschlagen hatten, wurde Alfons V. überredet, im Namen seiner Nichte Johanna zu intervenieren. Er verlobte sich mit ihr, erklärte sich zum König von Kastilien und führte Truppen in das Königreich. Wegen ihrer engen Blutsverwandtschaft mussten sie auf ein Dispens vom Papst warten.
Im Mai 1475 traf Alfons mit einer Armee von 5.600 Mann Kavallerie und 14.000 Fußsoldaten in Kastilien ein. Im März 1476, nach mehreren Scharmützeln und vielen Manövern, standen die 8 000 Mann von Alfons und Prinz Johann einer kastilischen Streitmacht ähnlicher Größe in der Schlacht von Toro gegenüber. Diese Streitmacht wurde von Isabellas Ehemann, Prinz Ferdinand II. von Aragon, Kardinal Mendoza und dem Herzog von Alba angeführt. Der Kampf war heftig und unübersichtlich, aber das Ergebnis war eine Pattsituation: Während die Truppen von Kardinal Mendoza und des Herzogs von Alba ihre Gegner unter Führung des portugiesischen Königs besiegten, flüchteten die Besiegten nach Castronuño, um dort Zuflucht zu suchen. Die von Prinz Johann kommandierten Truppen verfolgten und besiegten daraufhin die Truppen des kastilischen rechten Flügels. Beide Seiten forderten den Sieg, aber Afonsos Aussichten auf die kastilische Krone wurden schwer beschädigt und die portugiesischen Ansprüche auf den Thron von Kastilien waren abgewehrt.
Alfons V. ging in der Folge nach Nancy in Frankreich, wo er vergeblich versuchte, König Ludwig XI. auf seine Seite zu bringen und ihn zum Eingreifen gegen Kastilien zu bewegen. Durch die Niederlage von Toro schwer niedergeschlagen und depressiv, spielte er mit dem Gedanken, abzudanken und nicht aus Frankreich nach Portugal zurückzukehren. Er wollte eine Pilgerfahrt nach Jerusalem unternehmen, König Ludwig XI. konnte ihn aber zur Rückkehr in sein Land bewegen. Im Frieden von Alcáçovas musste Alfons V. für sich und seine Frau alle Ansprüche auf den kastilischen Thron aufgeben, erhielt dafür jedoch von Spanien Handlungsfreiheit in Nordafrika zugesichert.

### Tod
In seinen letzten Lebensjahren wurde der König zunehmend depressiv und kränkelte, wollte erneut abdanken, starb aber zuvor am 28. August 1481 mit 49 Jahren an der Pest. Seine Grabstätte befindet sich im Komplex der Königlichen Grabkapellen im Kloster von Batalha.

## Familie
Er war in erster Ehe 1447 mit Isabel von Portugal verheiratet, einer Tochter des Prinzregenten Peter von Portugal. Aus dieser Ehe gingen drei Kinder hervor:
- Johann (* 29. Januar 1451; † 1455)
- Johanna von Portugal (* 6. Februar 1452; † 12. Mai 1490)
- Johann II., der Strenge (* 3. Mai 1455; † 25. Oktober 1495)

In zweiter Ehe vermählte er sich 1475 mit Johanna von Kastilien, einer Tochter König Heinrichs IV. von Kastilien.